# Iscrizioni di Vimose

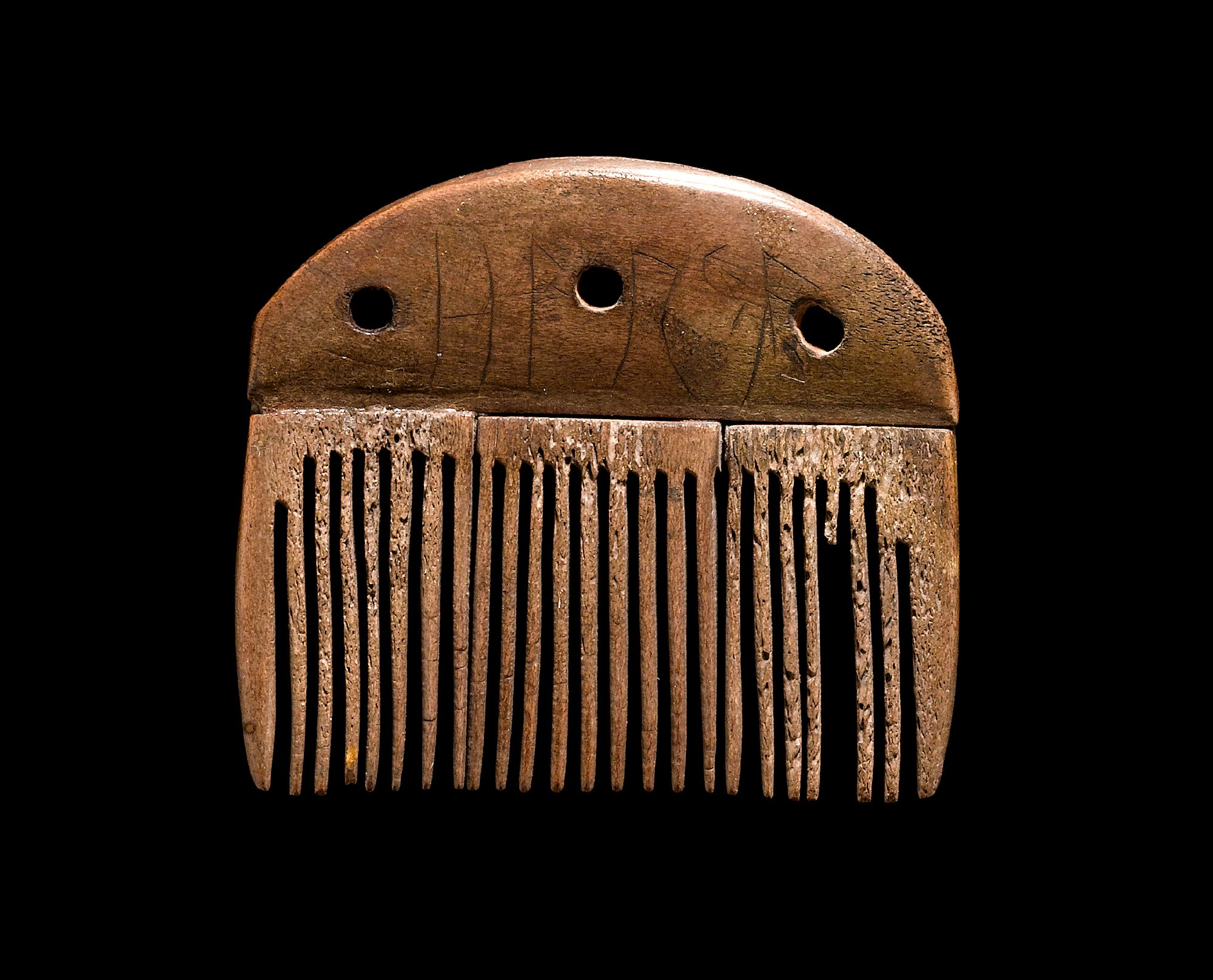
Il pettine di Vimose si trova al Museo Nazionale di Danimarca.

Ritrovamenti da Vimose, sull'isola di Fionia, in Danimarca, che comprendono alcune delle più antiche iscrizioni runiche Fuþark antico nel Proto-Nordico databili dal II al III secolo d.C..
Famoso è il ritrovamento del pettine di Vimose, in mostra al Museo Nazionale di Danimarca.

## Iscrizioni
- Pettine di Vimose (160 d.C. circa, considerata la più antica iscrizione runica databile):  harja[1]
- Fibbia di Vimose (200 d. C. circa) aadagasu =? ansuz-a(n)dag-a(n)su / laasauwija =? la-a[n]sau-wija[2]
- Puntale di Vimose (250 d. C. circa): mariha || [.]ala /  makija; probabilmente "Mari (la famosa) è la spada di Alla"[3]
- Pialla di Vimose (300 d.C. circa) talijo gisai oj: wiliz [..]la o[...] / tkbis: hleuno: an[.]: regu[4]
- Fodero di Vimose (300 d.C. circa):  awgns; probabilmente "figlio/descendente di Awa"[5]
- Punta di lancia Vimose: [w]agni[ŋ]o[6]